# Mazatlán (kommun)
Mazatlán är en kommun i Mexiko.   Den ligger i delstaten Sinaloa, i den centrala delen av landet, 900 km nordväst om huvudstaden Mexico City. Antalet invånare är 502 547. Arean är 3 068 kvadratkilometer.
Terrängen i Mazatlán är kuperad åt nordost, men åt sydost är den platt.
Följande samhällen finns i Mazatlán:
- Mazatlán
- Villa Unión
- Fraccionamiento los Ángeles
- El Roble
- El Habal
- Siqueros
- El Vainillo
- Lomas de Monterrey
- Cofradía
- El Pozole
- Puerta de Canoa
- La Tuna
- El Espinal
- La Sábila
- Las Higueras del Conchi
- Armadillo
- Pichilingue
- Ampliación el Zapote
- El Habalito del Tubo
- El Zapote
- Los Borbollones
- Los Limones
- Lomas del Guayabo
- Chicura de la Noria
- Los Pozos